# 代茲納鄉
46°24′N 22°15′E / 46.400°N 22.250°E
代茲納鄉（羅馬尼亞語：Comuna Dezna, Arad），是羅馬尼亞的鄉份，位於該國西部，由阿拉德縣負責管轄，面積83平方公里，海拔高度310米，2011年人口1,198，人口密度每平方公里18人。